# Kuge

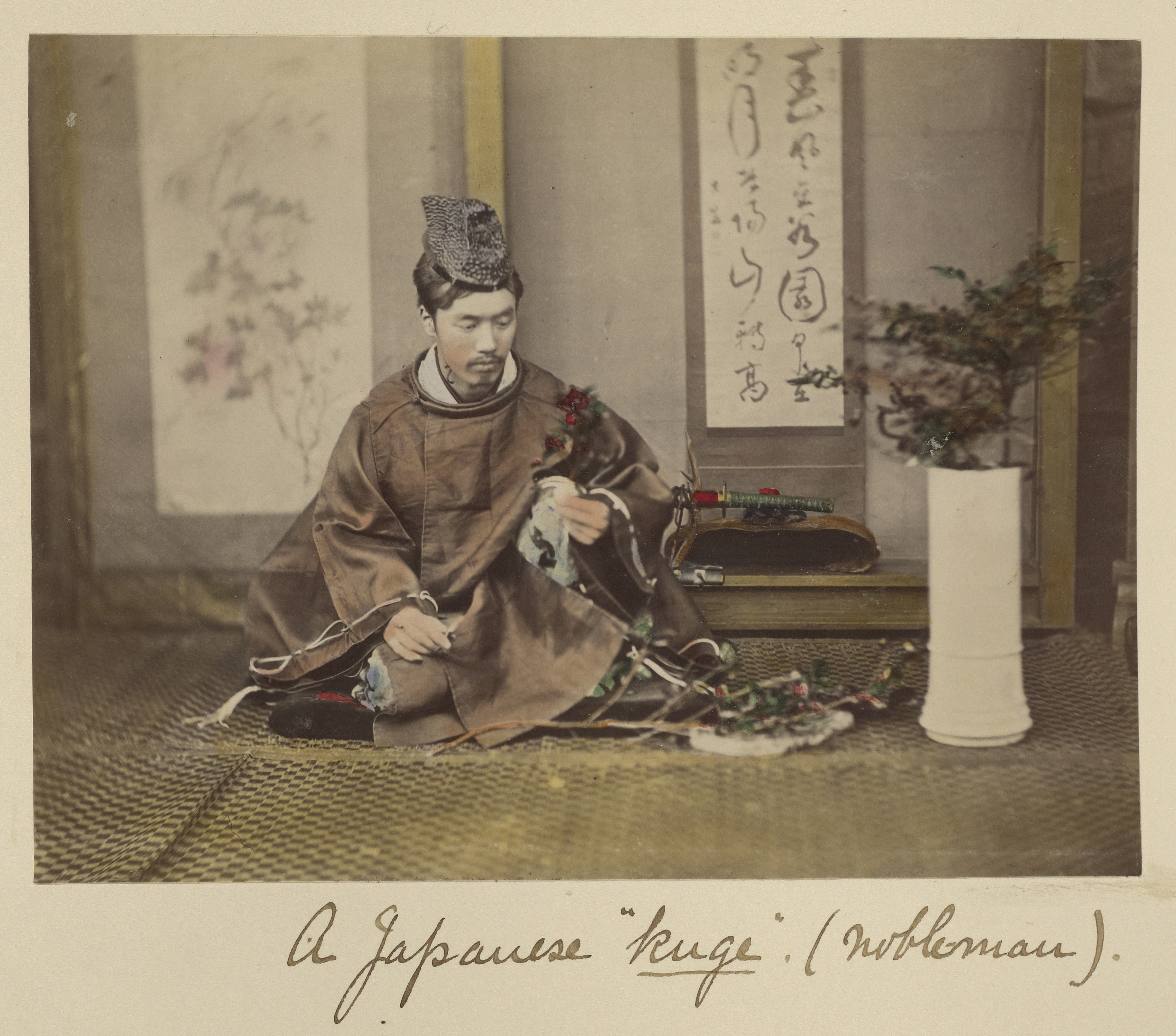
Kuge japonès (noble)

Kuge (公家) va ser el nom donat al Japó a l'aristocràcia de la cort imperial instal·lada a Kyoto durant el Període Heian fins al sorgiment del shogunat al segle xii, època en la qual la kuge va començar a perdre influència política enfront dels daimyō. Això no obstant, la kuge no va ser abolida pels shoguns i va continuar les seves funcions en qualitat de cort de l'Emperador del Japó, tot i que relegada a rols purament cerimonials i sense exercir càrrecs públics fins a l'època de la Restauració Meiji a 1868.

## Evolució
Amb el nom de kuge es van designar les famílies que prestaven serveis directament a l'emperador a inicis del Període Heian, i abastava en general al monarca japonès i la seva cort; posteriorment el terme es va utilitzar només per designar els funcionaris cortesans que en aquest període es van constituir en aristocràcia governant i en el grup social més poderós del Japó.
Una de les principals famílies de la kuge va ser el clan Fujiwara, que durant el Període Heian es va emparentar amb la pròpia la dinastia imperial japonesa mitjançant matrimonis i que va exercir una gran influència en l'administració política d'aquest període, així com un considerable poder davant l'emperador. En aquesta època els membres de la kuge van destacar com a artistes, poetes, i promotors de la cultura. La possessió de terres i la renda obtinguda d'aquestes era la seva principal font de riqueses. A la classe dels kuge estaven vinculats els primers literats en idioma japonès com les autores Sei Shōnagon i Murasaki Shikibu, i també eren membres de la kuge els animadors de l'esplendor cultural de la cort Heian en la pintura, música i arts en general.
Quan els privilegis polítics van començar a transmetre's a la nova classe dominant dels daimyō, a inicis del Shogunat Kamakura, les noves circumstàncies van obligar els kuge a reduir el seu paper a la conservació del protocol imperial i la cultura clàssica del Japó, aliens al poder polític. De fet, el seu mestratge en les arts com la música i la poesia els va permetre subsistir sota el nou règim del bakufu al Shogunat Ashikaga i inclusivament durant el Shogunat Tokugawa, sempre com a cultivats cortesans sota el servei i protecció de l'emperador, mentre conservaven el seu rang social aristocràtic, però sense poder real.
El 1869, després de la Restauració Meiji i l'abolició del shogunat, la kuge (que sempre va tenir un nombre molt reduït de membres), es va fusionar amb la classe dels daimyō per donar lloc al kazoku, la nova aristocràcia nobiliària japonesa.